# Geoemydidae
Los geoemídidos (Geoemydidae) son una familia de tortugas compuesta por 69 especies distribuidas por Asia, África y Oceanía

## Géneros
Según Tortoise and Freshwater Turtle Specialist Group:
- Echmatemys †
- Subfamilia Geoemydinae Theobald, 1968 (60 especies)
  - género Batagur Gray, 1856
  - género Cuora Gray, 1856
  - género Cyclemys Bell, 1834
  - género Geoclemys Gray, 1856
  - género Geoemyda Gray, 1834
  - género Hardella Gray, 1870
  - género Heosemys Stejneger, 1902
  - género Leucocephalon McCord, Iverson, Spinks & Shaffer, 2000
  - género Malayemys Lindholm, 1931
  - género Mauremys Gray, 1869
  - género Melanochelys Gray, 1869
  - género Morenia Gray, 1870
  - género Notochelys Gray, 1863
  - género Orlitia Gray, 1873
  - género Pangshura Gray, 1856
  - género Sacalia Gray, 1870
  - género Siebenrockiella Lindholm, 1929
  - género Vijayachelys Praschag, Schmidt, Fritzsch, Müller, Gemel & Fritz, 2006
- Subfamilia Rhinoclemmydinae Le & McCord, 2008 (9 especies)
  - género Rhinoclemmys Fitzinger, 1835